# Min Chueh Chang
Min Chueh Chang (10 ottobre 1908 – 5 giugno 1991) è stato un biologo cinese naturalizzato statunitense.
La sua specifica area di studio era il processo fertile nella riproduzione dei mammiferi.  Sebbene la sua carriera avesse provocato scoperte importanti e valide nel campo della fertilità, inclusa la sua ricerca sulla fecondazione in vitro, nel mondo è più conosciuto per il suo contributo allo sviluppo della pillola anticoncezionale alla Worcester Foundation per la biologia sperimentale.

## Premi e riconoscimenti
- Premio Albert Lasker, consegnatogli dalla Lasker Foundation (1954)
- Medaglia Ortho, consegnatagli dalla American Fertility Society (1961)
- Premio Carl G. Hartman, consegnatogli dalla Society for the Study of Reproduction (1970)
- Premio Frances Amory, consegnatogli dalla American Academy of Arts and Sciences (1975)
- Premio Wippman per la ricerca scientifica, consegnatogli dalla Planned Parenthood Federation of America (1987)
- Eletto membro della National Academy of Sciences (1990)